# Danh bạ Google
Danh bạ Google (tiếng Anh: Google Contacts) là công cụ quản lý danh bạ trực tuyến, được tích hợp với Gmail, Lịch, Google Drive và các sản phẩm khác của Google.
Google Contacts có thể đồng bộ hóa với thiết bị di động và hệ điều hành (Android, Symbian, iOS, BlackBerry, Palm, Pocket PC hay Windows Phone) hoặc với các ứng dụng máy tính (Microsoft Outlook hay Mozilla Thunderbird) thông qua phần mềm của bên thứ ba và ứng dụng Google Sync của Google.